# Équipe d'Italie de beach soccer
L'équipe d'Italie de beach soccer est une sélection qui réunit les meilleurs joueurs italiens dans cette discipline.

## Histoire
Durant l'été 2010, Massimiliano Esposito (it) devient le nouvel entraîneur de l'équipe nationale de beach soccer italienne après la démission de Giancarlo Magrini (it). Sélectionné à 48 reprises avec la Azzurri Beach, l'ancienne star de football à onze prend alors un rôle d'entraîneur-joueur avec pour objectif immédiat de former la meilleure équipe italienne possible et la conduire durant la Super Finale du Championnat d'Europe. Esposito a la responsabilité non seulement de marquer des buts pour l'équipe nationale mais aussi de prendre la place précédemment tenue par des hommes tels que l'ancien directeur Giancarlo Magrini mais aussi Massimo Agostini, Fausto Silipo (it) ou encore Pedro Pasculli.

## Palmarès
| Compétitions mondiales | Compétitions continentales |
| --- | --- |
| - Coupe du monde - Finaliste en 2008 et 2019 - 3e en 1996 - BSWW Mundialito - Finaliste en 1994 - 3e en 2002, 2004 et 2013 | - Euro Beach Soccer League (3) - Vainqueur en 2005, 2018 et 2023 - Finaliste en 1998 et 2010 - 3e en 2001, 2009 et 2012 - Euro Beach Soccer Cup - 3e en 1998, 2001, 2004, 2006 et 2010* - Jeux européens - Finaliste en 2015 et en 2023 |

## Personnalités

### Sélectionneurs
- 2004-2005 :  Pedro Pasculli
- 2005-2007 :  Massimo Agostini
- 2007 :  Fausto Silipo (it)
- 2007-2010 :  Giancarlo Magrini (it)
- 2010-2016 :  Massimiliano Esposito (it)
- 2016-2017 :  Massimo Agostini

### Anciens joueurs
- Massimo Agostini
- Marco Ballotta
- Marco Casarsa
- Angelo D'Amico
- Paolo Di Canio
- Esteban Espinal
- Andrea Forte
- Gianni Fruzzetti
- Maurizio Galli
- Maurizio Iorio
- Diego Armando Maradona Jr (it)
- Cristiano Pavone (it)
- Stefano Torrisi
- Cristiano Scalabrelli

### Effectif 2023
| N° | Nat.                | Poste | Nom du joueur     |
| -- | ------------------- | ----- | ----------------- |
| 1  | Drapeau de l'Italie | G     | Andrea Carpita    |
| 2  | Drapeau de l'Italie | D     | Luca Bertacca     |
| 3  | Drapeau de l'Italie | D     | Alessandro Miceli |
| 4  | Drapeau de l'Italie | A     | Marco Giordani    |
| 5  | Drapeau de l'Italie | A     | Alessandro Remedi |
| 6  | Drapeau de l'Italie | M     | Fabio Sciacca     |

| No. | Nat.                | Position | Nom du joueur      |
| --- | ------------------- | -------- | ------------------ |
| 7   | Drapeau de l'Italie | D        | Samuele Sassari    |
| 8   | Drapeau de l'Italie | M        | Emmanuele Zurlo () |
| 9   | Drapeau de l'Italie | A        | Tommaso Fazzini    |
| 10  | Drapeau de l'Italie | A        | Ovidio Alla        |
| 11  | Drapeau de l'Italie | M        | Gianmarco Genovali |
| 12  | Drapeau de l'Italie | G        | Leandro Casapieri  |